# San Pedro el Alto (kommun)
San Pedro el Alto är en kommun i Mexiko.   Den ligger i delstaten Oaxaca, i den sydöstra delen av landet, 500 km sydost om huvudstaden Mexico City.
Följande samhällen finns i San Pedro el Alto:
- Los Naranjos Esquipulas
- Lagunilla
- Tierra Blanca
- Loma Canela
- Malvarisco
- Cerro de las Nubes
- El Porvenir
- Loma Larga Naranjos
- Montevideo
- Barrio Nuevo